# Kreditna kartica
Kreditna kartica je jedno od bezgotovinskih sredstava plaćanja. Najčešće je u obliku plastične kartice s kojom izdavatelj potvrđuje da će platiti račun s kreditne kartice. 
Izdavatelji kreditnih kartica su uglavnom banke i slične kartične ustanove. 
Kreditna kartica prema prihvatu:
- vrijedi u većini država (na primjer: American Express, Diners Club, Eurocard, Visa, MasterCard i dr.)
- vrijedi samo u trgovačkoj mreži izdavatelja

Kreditna kartica prema računu uz koji je kartica vezana:
- Kreditne 
- Debitne
- Pretplatničke 
Kreditne kartice prema korisniku kartice
- Osobne i poslovne 
- Osnovne i dodatne
- Bankovne i ostale
Vlasnik kreditne kartice pri kupnji samo potpiše račun. S tim računom nastaje kreditna razmjena. Račun s izdavateljem kreditne kartice pretežno obračunava mjesečno.
Troškove poslovanja plaća trgovina provizijom, koju zaračuna izdavatelj kartice.